# 행복감

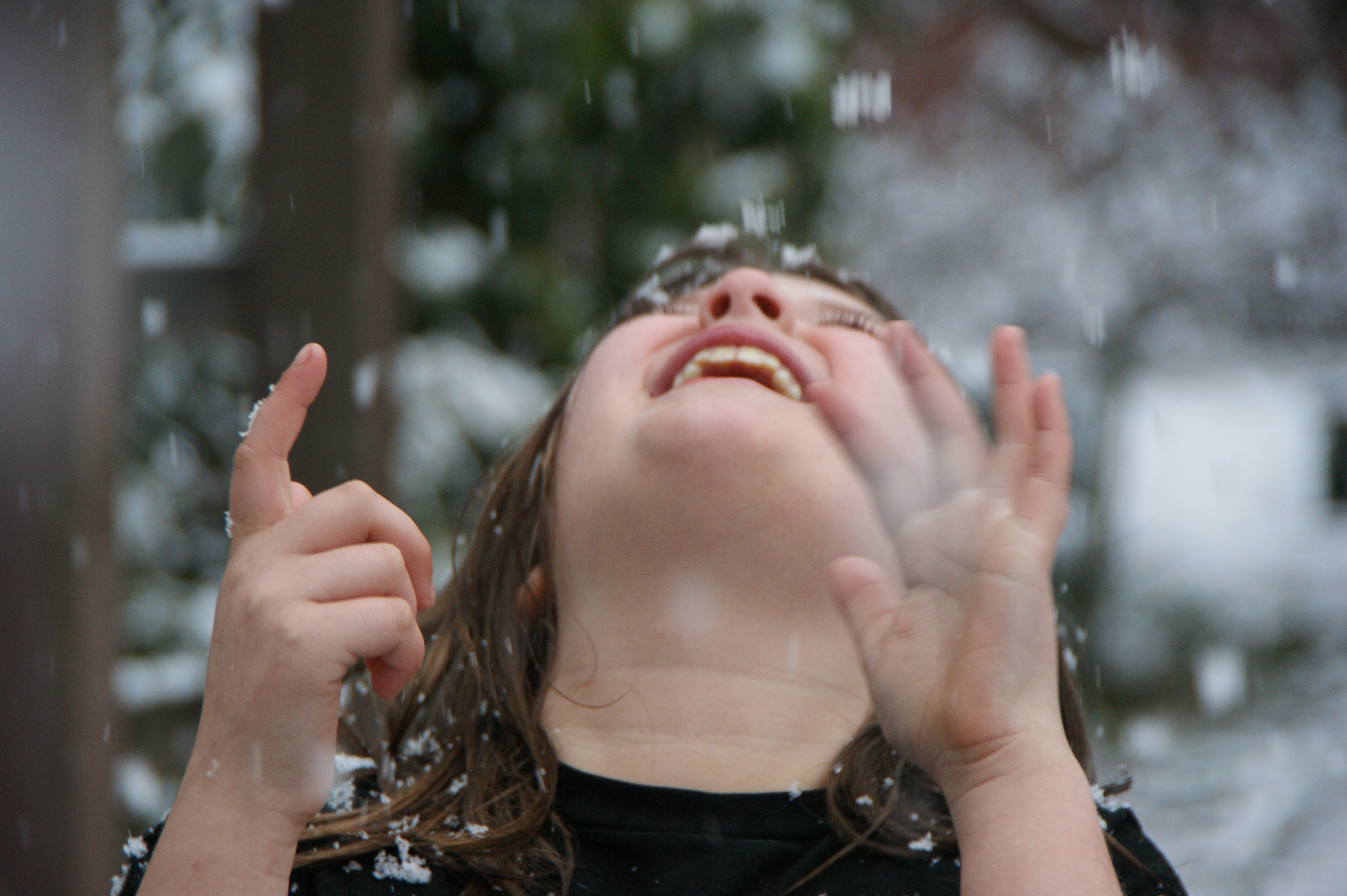

행복감(幸福感, 영어: euphoria)은 생활에서 충분한 만족과 기쁨을 느끼는 마음, 또는 그런 느낌을 말한다. 유산소 운동, 웃음, 음악 듣기, 음악 만들기, 춤과 같은 특정한 자연적인 보상과 사회적 활동은 행복감을 유발할 수 있다. 낭만적인 사랑과 인간의 성적 반응주기의 구성 요소는 또한 행복감의 유도와 관련이 있다.

## 다행감
다행감(多幸感, 영어: Euphoria)은 일반적으로 길지 않은 시간 동안 경험하는 매우 강한 행복감과 그에 따른 흥분을 말한다. 비정상적인 다행감은 조증과 같은 특정한 정신 질환을 진단하는 임상적 조건의 하나이기도 하다.  또한 이러한 다행감은 특정 약물의 부작용으로 발생하기도 하는데, 중독성이 있는 약물들은 많은 경우 다행감을 유발할 수 있고 이는 마약을 오락용으로 오남용하는 하나의 동기가 된다.

## 같이 보기
- 우울감